# Кириліна Галина Семенівна
Галина Семенівна Кири́ліна (у шлюбі — Крамаре́нко; нар. 4 березня 1930, Москва) — українська артистка балету і педагог. Народна артистка УРСР з 1965 року.

## Біографія
Народилася 4 березня 1930 року в місті Москві (нині Росія). 1948 року закінчила Московське вище хореографічне училище, в чкому навчалася зокрема у Марії Кожухової.
Упродовж 1948—1972 років — солістка Донецького театру опери та балету. З 1972 року — педагог дитячої хореографічної школи Донецька; з 1974 року — педагог-репетитор Донецького театру опери та балету.

## Партії
- Оксана («Оксана» Вадима Гомоляки);
- Мавка («Лісова пісня» Михайла Скорульського);
- Одетта-Одилія, Аврора, Франческа («Лебедине озеро», «Спляча красуня», «Франческа да Ріміні» Петра Чайковського);
- Зарема («Бахчисарайський фонтан» Бориса Асаф'єва);
- Попелюшка, Джульєтта («Попелюшка», «Ромео і Джульєтта» Сергія Прокоф'єва);
- Егіна («Спартак» Арама Хачатуряна);
- Нікія, Кітрі («Баядерка», «Дон Кіхот» Людвіга Мінкуса);
- Медора, Жізель («Корсар», «Жізель» Адольфа Адама).